# Muralla medieval de Oviedo
La muralla medieval de Oviedo es la fortificación que protegía la ciudad de Oviedo, Principado de Asturias, España.

## Evolución histórica

### Muralla prerrománica
El rey Alfonso II el Casto de Asturias trasladó al comienzo de su reinado (791-842) la capitalidad del reino a la ciudad de Oviedo donde inició un extenso programa constructivo dotando a la ciudad de iglesias, monasterios, palacios y una muralla defensiva que rodeaba todo el conjunto incluyendo en ese recinto el Monasterio de San Vicente, fundado en tiempos de su padre el rey Fruela I, y que fue el origen de la ciudad.
Las noticias documentales son muy escasas y genéricas. Es citada en el testamento del rey Alfonso II contenido en el Liber Testamentorum conservado en la Catedral de San Salvador de Oviedo. Aparece también citada en diversas donaciones como la del palacio-fortaleza de Alfonso III el Magno por el rey Alfonso VI de León al cabildo de San Salvador en 1057 y en la de la reina Urraca la Asturiana de otros palacios y edificios también a San Salvador en 1161.
Diversos historiadores como Fornunato de Selgas o Juan Uría Ríu han propuesto diversos recorridos por donde discurría la muralla de Alfonso II los cuales, teniendo en cuenta los cambios en la fisonomía de la ciudad y las lógicas diferencias de interpretación de los documentos, vendrían a ser aproximadamente los de las actuales calles de San Vicente, San Antonio, Canóniga, Rúa, San Juan y Jovellanos.

### Muralla bajomedieval
En 1258, el rey Alfonso X el Sabio de Castilla y León ordenó la construcción de una nueva muralla de la ciudad costeando las obras el Concejo en dos tercios del total y la Iglesia el otro tercio. 
El perímetro de la muralla era de 1.400 metros, tenía una altura de 4 metros y un grueso de 2,20 metros aproximadamente. Se levantó en dos muros paralelos de 0,5 metros de ancho de mampuestos irregulares de piedra caliza con un relleno intermedio de piedra.
Aunque se ha supuesto la finalización de la muralla a finales del siglo XIII o principios del XIV, todavía en el año 1495 los Reyes Católicos concedieron un impuesto para construir torres y puertas en la muralla.
Sin embargo en los siglos XVII y XVIII la muralla ya ha había perdido su función defensiva y se convirtió en una barrera física. La ciudad desbordó la muralla por sus lados sur y oeste y se adosaron casas a la misma, entre ellos el nuevo edificio del Ayuntamiento de Oviedo, que se adosó sobre la puerta que daba, y sigue dando, acceso a la Calle Cimadevilla. De la misma forma, el nuevo edificio del Monasterio de San Pelayo se construyó sobre la propia muralla y aprovechando piedra de parte de aquella, pudiendo verse todavía hoy restos de la muralla y cubos en los fundamentos de los muros del monasterio.
Durante los siglos XIX y XX siguieron derribándose porciones de la muralla según las necesidades de crecimiento de la ciudad sin que se produjese ninguna reacción en contra. En 1931 fue declarada Monumento Histórico Artístico, lo que hoy se denomina Bien de Interés Cultural, que sin embargo no detuvo la desaparición de elementos de la muralla, como la Torre de Gascona, demolida en 1963. Hasta 1977 no se promovió la primera iniciativa de defensa de la muralla, con la obligación de conservar e integrar un fragmento de 5 metros de longitud situado en la Plaza de Riego en una nueva edificación que se estaba construyendo.
Sin embargo, poco más que labores de limpieza de arbustos y maleza se han realizado desde entonces, estando pendiente la elaboración de un plan que estudie en profundidad el monumento y lo aproveche como un reclamo turístico más de la ciudad.

## Estado actual

### Conservación
Diversos tramos pueden verse en la Plaza de Riego, en la Calle de Jovellanos y el más extenso en la Calle Paraíso. Otros restos menores de la muralla se pueden observar en las calles de Postigo Alto, Sol, Mendizábal o en la plaza Mayo.
El estado de conservación es de relativo abandono, habiéndose disputado las diferentes administraciones públicas la responsabilidad de su estado y de las obras necesarias para su conservación e integración turística. Finalmente en 2008 se llegó a un acuerdo de limpieza urgente de la maleza que la cubría y de prospección arqueológica.

### Protección
Está catalogada como Bien de Interés Cultural, con la categoría de Monumento, desde el año 1931, figura entonces denominada Monumento Histórico Artístico.